# Simone Wild
Simone Wild (* 7. Dezember 1993) ist eine Schweizer Skirennfahrerin. Sie gehört dem B-Kader von Swiss-Ski an und ist besonders in der Disziplin Riesenslalom erfolgreich.

## Biografie
Wild stammt aus Adliswil bei Zürich und ist Mitglied des Skiclubs Flumserberg im Kanton St. Gallen. Ab November 2009 nahm sie als 15-Jährige an FIS-Rennen teil. Der erste Sieg auf dieser Stufe folgte im Januar 2011. Im Dezember desselben Jahres kam sie zu den ersten Einsätzen im Europacup, zählbare Ergebnisse blieben jedoch vorerst aus. Ihr Debüt im Weltcup hatte sie am 15. Dezember 2013 in St. Moritz, wo sie im Riesenslalom auf Platz 33 fuhr. Drei Wochen später fuhr sie im Europacup erstmals in die Punkteränge. Bei den Juniorenweltmeisterschaften 2014 in Jasná belegte sie den 9. Platz im Riesenslalom. In der Saison 2014/15 begann sie sich in Europacuprennen mit regelmässigen Top-10-Ergebnissen nahe der Spitze zu etablieren.
Am 7. Dezember 2015 erzielte Wild als Zweite des Riesenslaloms von Trysil das erste Mal eine Europacup-Podestplatzierung. Fünf Tage später, am 12. Dezember 2015, überraschte sie mit Platz 8 im Weltcup-Riesenslalom von Åre, womit sie erstmals Weltcuppunkte gewann. Der erste Europacupsieg gelang ihr am 13. Februar 2016 im Riesenslalom von Borowez. Mit dem zweiten Platz in der Disziplinenwertung sicherte sich Wild einen Fixstartplatz für die Weltcupsaison 2016/17. Ihr bisher bestes Weltcupergebnis ist der vierte Platz im Riesenslalom von Lenzerheide am 27. Januar 2018.

## Erfolge

### Olympische Spiele
- Pyeongchang 2018: 28. Riesenslalom

### Weltmeisterschaften
- St. Moritz 2017: 14. Riesenslalom

### Weltcup
- 3 Platzierungen unter den besten zehn

### Weltcupwertungen
| Saison  | Gesamt | Gesamt | Riesenslalom | Riesenslalom | Parallel | Parallel |
| Saison  | Platz  | Punkte | Platz        | Punkte       | Platz    | Punkte   |
| ------- | ------ | ------ | ------------ | ------------ | -------- | -------- |
| 2015/16 | 84.    | 49     | 31.          | 49           | –        | –        |
| 2016/17 | 50.    | 151    | 16.          | 151          | –        | –        |
| 2017/18 | 71.    | 77     | 26.          | 77           | –        | –        |
| 2018/19 | 112.   | 12     | 43.          | 12           | –        | –        |
| 2020/21 | 90.    | 26     | 32.          | 26$          | –        | –        |
| 2021/22 | 67.    | 81     | 27.          | 67           | 17.      | 14       |
| 2022/23 | 83.    | 42     | 33.          | 42           | –        | –        |
| 2023/24 | 76.    | 60     | 31.          | 60           | –        | –        |

### Europacup
- Saison 2015/16: 7. Gesamtwertung, 2. Riesenslalomwertung
- Saison 2014/15: 6. Riesenslalomwertung
- Saison 2018/19: 9. Riesenslalomwertung
- Saison 2020/21: 9. Gesamtwertung, 2. Riesenslalomwertung
- Saison 2021/22: 6. Gesamtwertung, 1. Riesenslalomwertung
- 15 Podestplätze, davon 4 Siege:

| Datum             | Ort      | Land       | Disziplin    |
| ----------------- | -------- | ---------- | ------------ |
| 13. Februar 2016  | Borowez  | Bulgarien  | Riesenslalom |
| 15. Dezember 2016 | Andalo   | Italien    | Riesenslalom |
| 16. Januar 2022   | Orcières | Frankreich | Riesenslalom |
| 19. März 2022     | Soldeu   | Andorra    | Riesenslalom |

### Juniorenweltmeisterschaften
- Jasná 2014: 9. Riesenslalom

### Weitere Erfolge
- 9 Siege in FIS-Rennen